# 許世楷
許世楷（1934年7月7日—），生於彰化市，是台灣政治及歷史學者、台灣獨立運動的重要領袖之一、「台灣新憲法草案」的執筆人，也是津田塾大學名譽教授、亞東關係協會理事。

## 經歷

### 家族
許世楷生於臺灣彰化市。祖父許嘉種是當時臺灣文化協會的調查部部長，曾在1923年的治警事件中被日警逮捕迫害。父親許乃邦先後畢業於京都大學法學部、東京大學經濟學部，是當時相當有名的開業律師；母親洪金雀畢業於東京女子醫學專門學校，回臺灣後在南投的草屯開業看診。許世楷的伯父則是二次大戰前相當有名的左派政治運動者許乃昌，曾前往蘇聯首都莫斯科的孫逸仙大學進修。

### 早年生平
許世楷畢業於國立臺中第一高級中學初中部、國立臺灣師範大學附屬高級中學、國立臺灣大學法學院政治系，和前任中國國民黨主席連戰是高中及大學共七年的同窗。許世楷從軍中退伍以後，在1959年獲得日本文部省獎學金，自臺灣前往東京留學。他在1960年2月，加入一個以臺灣留學生作為主體的臺灣獨立運動組織「臺灣青年社」。該組織先後改組為「臺灣青年會」及「臺灣青年獨立聯盟」，他一直擔任該組織的核心幹部，並遭中國國民黨列入黑名單禁止回臺長達33年（自1960年至1992年）。
1961年，與妻子盧千惠結婚。許世楷與妻子旅居日本多年。
1964年，國民黨特務滲透青年會，發生陳純真間諜事件，黃昭堂、許世楷、柳文卿、宗像隆幸等七人被逮捕，此事件導致日後的強制遣返事件。
1968年，許世楷參與營救柳文卿事件，該事件起因於柳文卿、許世楷與其他六人均為中國國民黨政府積極與日本政府協議遣返的黑名單人員，並以默許釣魚臺領土歸屬問題為交換（陳銘城著，《歸鄉的啄木鳥》一書）。
許世楷在1968年獲得日本東京大學法學博士學位以後，隨即應日本津田塾大学之聘擔任國際關係學科的指導教授。

### 參與台灣獨立運動
許世楷從六十年代開始長期在日本推動台灣獨立運動。安倍晉三在送別許世楷時曾表示，其外祖父岸信介曾拒絕蔣介石提出將許世楷引渡到臺灣，若他外祖父當時答應，就不會有後來的許世楷。
1970年，全世界臺灣獨立運動團體在美國紐約結合為「臺灣獨立聯盟」，許世楷擔任該組織的中央委員，對臺獨運動的參與從日本擴大到國際。
1987年，臺灣獨立聯盟改稱為「臺灣獨立建國聯盟」，許世楷從張燦鍙手中接下該組織總本部主席的職位，一直到1991年為止。由於臺灣民主化的進展，「黑名單」制度終被廢除，許世楷在1992年得以回到家鄉臺灣定居。回到臺灣以後，許世楷依舊從事臺獨運動，先後曾經擔任過「臺灣國民制憲運動委員會」共同召集人、「臺灣文化學院」(臺中)的院長、以及建國黨主席。
1988年，許世楷將《台灣新憲法草案》寄給鄭南榕為發行人的《自由時代》週刊，並於12月10日世界人權日刊出。許世楷本人曾經於1995年、1998年兩度參與立委(臺中市)選舉，未獲當選。
許世楷在1995年以名譽教授的身份退休。回到家鄉臺灣之後，他於1998年開始在靜宜大學任職兼任教授。他的重要學術作品包括：以博士論文為基礎所改寫的《日本統治下的台灣》(東京大學出版會，1984)、《世界各國憲法選集》（1995）、與盧千惠合著的《臺灣是臺灣人的國家》（2009）。

### 計劃參選2000年總統選舉被勸退
2000年中華民國總統選舉，建國黨原本有意提名田再庭與許世楷搭檔參選，後來田再庭被蔡同榮勸退，之後田再庭與許世楷一起退出建國黨。
2004年5月16日，台灣國際研究學會成立大會，曾任該會籌備處主任委員的許世楷當選該會第一屆理事長。

### 中華民國駐日本代表
曾在2004年至2008年間擔任中華民國駐日本代表。2004年7月5日，許世楷出任台北駐日文化代表處大使。在其任內成功地推動臺灣觀光客赴日免簽證（2005年達成）、日本承認臺灣駕照（2007年8月8日兩國代表在東京簽署〈臺日雙方駕駛執照相互承認協定〉）等。之後韓國外交部也跟進與日本簽訂相同的國民免簽交流。首相安倍晉三曾肯定許世楷對促進台日關係的傑出貢獻，並強調美日臺三地領袖有對話的必要性。
關於日本政府對臺灣免簽證案曾被當時中華人民共和國駐日大使王毅加以反對，引起許世楷公開批評「王毅在日本的工作很容易，只要看台灣駐日代表處作什麼就反對什麼」。
許世楷在2008年馬英九總統上任前的5月19日提出辭呈，但未立即獲准。
2008年6月，臺日雙方在釣魚台海域發生聯合號海釣船事件後，遭部份人士質疑为何不向日本抗議而被外交部召回。

### 卸任後
返回臺灣後，許世楷擁有日本永久居留權（俗稱「櫻花卡」）的事情亦被國民黨立委所質疑，部份立委甚至以「台奸」形容許；許世楷對批評感到不滿，於是召開記者會以「士可殺不可辱」為由，拒絕赴立法院備詢，並要求外交部即刻准辭，新上任的外交部長歐鴻鍊隨即許指責拒絕備詢非常不應該。許世楷最後在2008年6月17日正式辭職，由羅坤燦代理，並於7月11日返回臺中市老家，計畫長年定居。2009年4月開始，回到靜宜大學兼任講師到2010年6月止。

## 荣誉

### 中华民国勋章奖章
- 二等景星勋章（2008年5月12日于台北总统府颁授[8]）

### 外国勋章奖章
- 旭日重光章（日本，2017年4月29日公布[9]）

## 評價
- 安倍晉三曾經於日本李登輝之友會主辦的送別會中說道：「許世楷是深受日臺信賴的大使，可能的話希望許世楷能留任駐日代表一職」。安倍表示「日本與臺灣的關係不但對東亞、對世界都是相當重要的，日臺今後的互信關係必須進一步加強」。安倍指出，「我外公岸信介擔任日本首相時，蔣介石政權曾經向日本政府提出交換條件，希望日本將旅日的黑名單政治犯遣返往臺，不過，我外公並沒有答應，不然可能就沒有後來的許代表了」。
- 民視創辦人、前台灣人公共事務會會長蔡同榮曾對許世楷的外交貢獻評論為「台灣人的周恩來」，「可惜時不我與，僅當駐日代表而已[10]。」
- 人權活動家黃文雄批評許世楷擔任執政台灣的陳水扁政權駐日本代表期間，變相承認琉球群島屬於日本是違反台灣獨立運動的「住民自決」立場。

## 家族知名成員
- 許嘉種：許世楷祖父，台灣文化協會調查部長，適治警事件遭日警拘留，抗日志士，牌位供奉於忠烈祠。
- 許乃昌：許世楷伯父，東京台灣青年會左派理論家，台灣民報總主筆，東方出版社總經理。
- 許乃邦：許世楷父親，律師，台中地方法院推事，二二八事件遭通緝。
- 洪金雀：許世楷母親，出生於南投，留日醫師。
- 洪耀勳：許世楷大舅，曾任臺灣大學哲學系系主任 （页面存档备份，存于）。
- 洪伯文 （页面存档备份，存于）：許世楷表哥，旅美生化博士，2001年 Millikin 大學傑出校及榮譽博士。
- 洪伯廷 （页面存档备份，存于）：許世楷表哥，曾任台大醫院副院長。現任中國醫藥大學教授。
- 盧千惠：許世楷妻子，日本國際基督教大學、國立御茶水女子大學研究所專攻兒童文學，人權運動者。
  - 子：许友弘
  - 女：小田元友美
- 盧慶雲：許世楷岳父，許乃邦、謝東閔台中一中同窗，台中扶輪社創社社員，台中商會創會理事長。
- 陳隆志：許世楷連襟，美國紐約法學院教授，耶魯大學法學院院士、國際人權聯盟副會長，臺灣主權地位理論大師。
- 張超英：許世楷連襟，前新聞局駐外人員，駐日代表處、臺灣紐約新聞處官員，1980-1990年代，台日關係重要推手。

## 著作
- 《日本統治下の台湾: 抵抗と弾圧》（東京：東京大學出版會，1972年）

［漢譯本］李明峻、賴郁君譯：《日本統治下的台灣》（台北：玉山社，2005年）
- 許世楷、原彬久、南塚信吾（編著）：《国際関係論基礎研究》（東京：福村出版，1976年）
- 《台灣新憲法論》（台北：前衛出版社，1991年）
- （主編）《世界各國憲法選集》（台北：前衛出版社，1995年）
- 《許世楷文集》（台北：前衛出版社，1998年）
- （主編）《台灣憲政根本問題》（台北：前衛出版社，1998年）
- （編著）《有故事的世界人權宣言：給年輕一代的朋友們》（台中市：許世楷出版，2002年）
- 許世楷、盧千惠：《台湾は台湾人の国 ：天になるごとく、地にもなさせたまえ》（はまの出版，2005年）

［漢譯本］邱慎、陳靜慧譯：《台灣是台灣人的國家》（台北：玉山社，2008年）
- 許世楷、盧千惠：《台湾という新しい国》（東京：まどか出版，2010年）

［漢譯本］邱慎、陳靜慧譯：《台灣 新生的國家》（台北：玉山社，2011年）
- 盧千惠、許世楷：《阿媽阿公講予囡仔聽的台灣故事》（台北：玉山社，2013年）